# Peltast

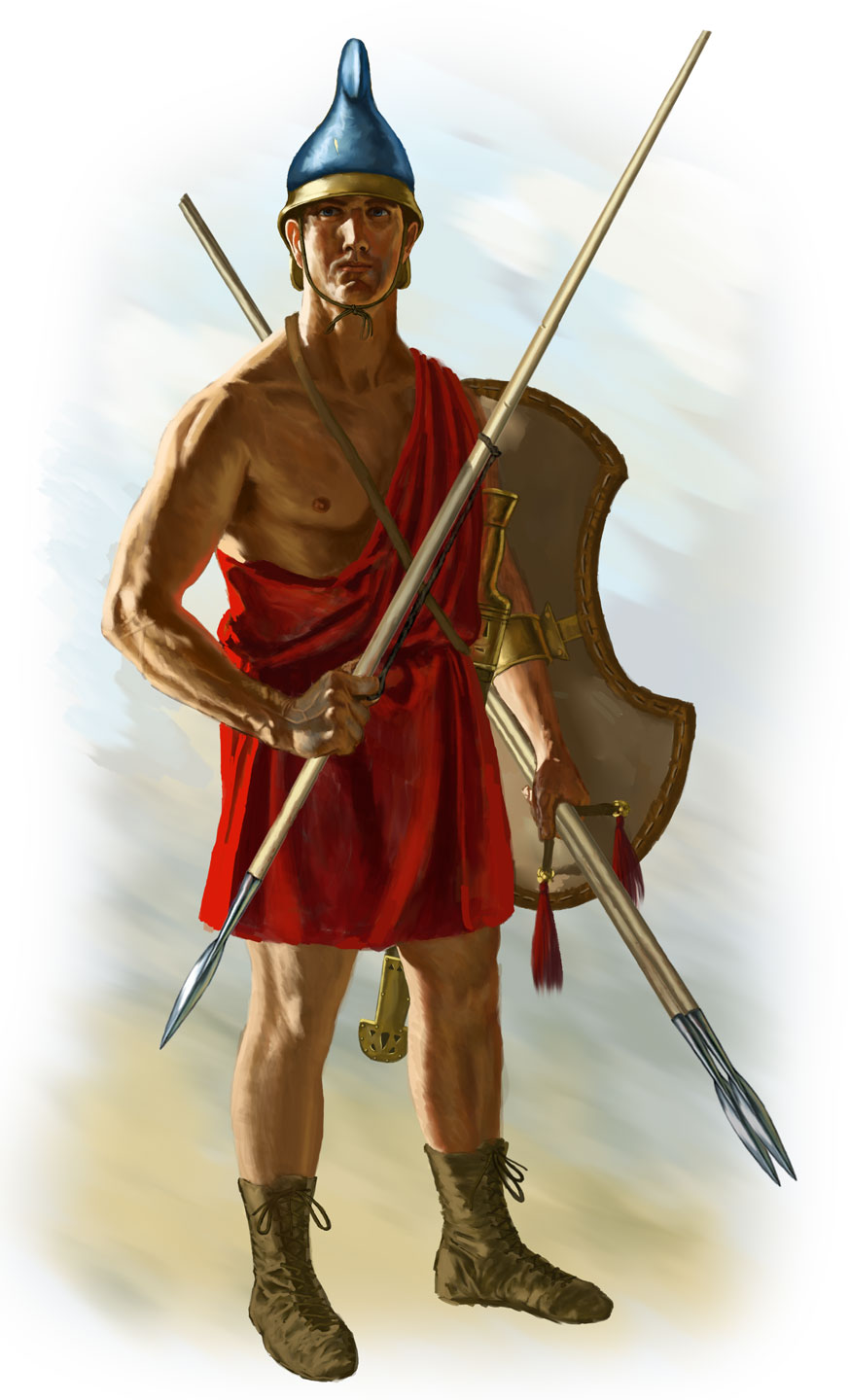
Agrijský peltast. Tento peltast je vybaven třemi oštěpy. Jeden drží v ruce, kterou vrhá, a další dva společně se štítem pelté, jako zásobu munice

Peltast (starořecky πελταστής, peltastés) byl ve starověkém Řecku typ lehkého pěšího ozbrojence. Taktikou peltastů bylo zasypávat nepřítele na dálku oštěpy a s využitím vysoké pohyblivosti se vyhýbat přímému kontaktu.

## Popis vybavení
Peltasté používali jako hlavní obranný prvek pletený štít srpkovitého tvaru nazývaného pelté (latinsky: peltarion) - odsud pochází jejich název. Podle Aristotela štít neměl obrubu a byl pokrytý kozí nebo ovčí kůží. Podle některých literárních pramenů měl být štít kruhový ale ve výtvarném umění je většinou ztvárněn jako srpkovitý. Též se objevuje v umění Skythů, což napovídá, že tento typ štítu mohl být běžně užíván ve Střední Evropě. Štít mohl být upevněn k předloktí popruhem uprostřed štítu a rukou uchopen za okraj, nebo pouze uchopen rukou za popruh. Popruh mohl soužit také k nošení štítu na zádech. Tak činili thráčtí peltasté, když ustupovali před nepřítelem.
Peltasté byli vyzbrojeni několika vrhacími oštěpy, možná vybavenými vrhacími řemínky, které umožňovaly dát do hodu větší sílu.

## Vývoj
V archaické době starověkého Řecka byla dávána téměř výhradně přednost těžké pěchotě a hoplítům.
Způsob boje peltastů pochází z Thrákie a první řečtí peltasté pocházeli z řeckých měst na thráckém pobřeží. Na vázách a jiných vyobrazeních se objevují oblečeni do thráckého oděvu včetně typické frygické čapky. Ta byla vyrobena z liščí kůže a měla klapky na uši. Často také mají vzorovanou tuniku, boty ze srnčí kůže a dlouhý plášť, nazývaný zeira, zdobený světlým geometrickým vzorem. Přesto však mnozí námezdní peltasté byli najímáni v Řecku. Některé vázy zobrazují hoplíty (muže s korintskými helmami, nákolenicemi a pancíři a hoplítskými kopími) nesoucí štít peltastů – pelté. Také Amazonky, mytologické ženy-bojovnice, jsou zobrazovány s výzbrojí peltastů.
Význam peltastů pro starověké řecké vojenství se postupně začal zvyšovat během peloponéské války.
Xenofón v knize Anabasis označuje jako peltasty část řeckých žoldnéřských vojsk v bitvě u Kunax roku 401 př. n. l. Podle Xenofóntova popisu byli tito peltasté vyzbrojeni jak mečem tak vrhacími oštěpy, ale nikoli kopími. Když čelili útoku perského jezdectva, tak se rozestoupili a nechali útočící jezdce projíždět formací, zatímco na ně útočili mečem a vrhali oštěpy. 

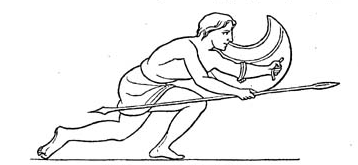
Typ peltasta s dlouhým kopím zavedený ve 3. století př. n. l. vojevůdcem Ífikratem

Ve 4. století př. n. l. se peltasté stali hlavním typem v řeckých žoldnéřských vojscích. Jejich vybavení bylo levnější než vybavení tradičních hoplítů a mnohem dostupnější chudším vrstvám společnosti. Roku 390 př. n. l. rozdrtil athénský generál Ífikratés v bitvě u Léchea spartskou falangu s armádou složenou zejména z peltastů. Podle Diodóra Sicilského Ífikratés někdy kolem roku 374 př. n. l. opět vybavil svou armádu dlouhými kopími a vytvořil tak nový typ peltastů vybavených malými štíty, meči a kopími místo oštěpů. Někteří odborníci, jako J.G.P. Best, tvrdí, že tito peltasté již nebyli typickými peltasty v tradičním duchu, ale spíše lehce odění hoplíti nesoucí štít pelté a dlouhé kopí. Tato kombinace je považována za přímé předchůdce makedonské falangy. Přesto již na několika vyobrazeních peltastů datovaných do doby před Ífikratem jsou bodací kopí. Někteří peltasté mohli i dříve používat kopí jako doplněk k oštěpům a nikoli jako jejich náhradu. Ačkoli se o tom v žádných záznamech o bitvách nehovoří, tak je možné, že někteří jednotliví peltasté nosili do bitvy kopí nikoli kvůli nařízení nebo reformě, ale ze své osobní volby. Je pravděpodobné, že peltasté ve 4. století př. n. l. někdy nosili helmy a plátěnou zbroj.
Alexandr Veliký najímal peltasty z Thráckých kmenů severně od Makedonie, částečně z Agrijců, kteří potom tvořili elitu jeho lehké pěchoty. Ve 3. století př. n. l. byli peltasté postupně nahrazováni thureofory - těžším typem ozbrojence na pomezí mezi hoplítem a peltastem. Pozdější zmínky o peltastech se již nemusí týkat původního vybavení a stylu boje, neboť se slovo peltast stalo synonymem pro žoldnéře.